# Avezé
Avezé település Franciaországban, Sarthe megyében. Lakosainak száma 692 fő (2022. január 1.). Avezé Souvigné-sur-Même, Saint-Germain-de-la-Coudre, Ceton, Val-au-Perche és Cherré-Au községekkel határos.

## Népesség
A település népességének változása:
| Lakosok száma | 749  | 744  | 766  | 726  | 716  | 705  | 694  | 691  | 692  |
|               | 2013 | 2015 | 2016 | 2017 | 2018 | 2019 | 2020 | 2021 | 2022 |